# Dubiaranea rufula
Dubiaranea rufula is een spinnensoort uit de familie hangmatspinnen (Linyphiidae). De soort komt voor in Peru.